# فابيو اوكا
فابيو اوكا (22 مايو 1991 في البرازيل – )؛ هو لاعب كرة قدم سابق كان يلعب كلاعب وسط.

## وصلات خارجية
- فابيو اوكا على موقع Soccerway.com (الإنجليزية)